# Odensjö distrikt
Odensjö distrikt är ett distrikt i Ljungby kommun och Kronobergs län. Distriktet ligger omkring Odensjö i västra Småland. 

## Tidigare administrativ tillhörighet
Distriktet inrättades 2016 och utgörs av socknen Odensjö i Ljungby kommun.
Området motsvarar den omfattning Odensjö församling hade 1999/2000.

## Tätorter och småorter
I Odensjö distrikt finns en småort: Odensjö.